# J. Alexander
 (janvier 2015).
J. Alexander, né Alexander Jenkins le 12 avril 1958, également connu sur le surnom de « Miss J », est un mannequin, styliste et acteur américain. Il est également un des juges et « maître de la démarche » pour la télé-réalité Top Model USA et plus généralement reconnu pour ses connaissances dans le domaine de la mode.

## Biographie

### Enfance
Alexander Jenkins est né le 12 avril 1958 à New York dans le quartier du Bronx.
Adolescent, il décide de se tourner vers le mannequinat après avoir rencontré la présidente locale de Elite Model Management, Monique Pillard. Pillard était tellement impressionné par son regard qu'elle lui a fait signer un contrat avec son agence le jour même, il a commencé le mannequinat en défilant pour la marque Jean Paul Gaultier à New York. Alexander a rencontré Tyra Banks dans les coulisses d’un défilé de mode, et a commencé à lui enseigner la démarche parfaite pour un mannequin. Tyra Banks le surnommera plus tard « Reine de la démarche » ; c'est également elle qui donne le surnom de « Miss J » au mannequin.

### Carrière
La carrière de J.Alexander en tant que professeur de démarche a commencé accidentellement. Les stylistes ont remarqué qu’il était doué pour diriger et conseiller les mannequins dans le backstage. Il est vraiment devenu professeur de démarche à partir de 1991. Il s’est fait connaître dans ce domaine après avoir créé la démarche de différents mannequins comme Naomi Campbell et Kimora Lee Simmons. Il a également travaillé avec Nadja Auermann, Claudia Mason et Julia Stegner.
Après un défilé de mode à Tokyo, il a finalement décidé de vivre à Paris et depuis 1991 il a contribué à des formations de démarche et de coaching pour les organisations de défilées pour des marques de renom tels que Hervé Léger, Bill Blass, Valentino, John Galliano, Chanel, Alexander McQueen, Thierry Mugler ou Nina Ricci.
Alexander parcourt le monde entier pour des événements de charité et des concours de mannequinat. Son expertise est souvent recherchée par les journalistes.

## Top Model USA
Alexander est apparu à chaque cycle du programme télé-réalité Top Model USA comme Maître de la démarche pour les concurrents. Il a été nommé juge pour ce spectacle télévisé à partir du cycle 5. À partir du cycle 14 Alexander a laissé sa place de juge à l’un des rédacteurs du magazine Vogue, André Leon Talley. Alexander est resté professeur de démarche pour cette émission télévisée et il a participé à plusieurs des versions internationales de cette émission télévisée.
Il est également apparu sur les versions internationales de ce show, tel que dans les versions canadienne, britannique, australienne, néerlandaise, coréenne, scandinave ou finlandaise.

## Styliste
J.Alexander réalise lui-même ses propres vêtements qu’il porte durant les différentes saisons de Top Model USA. Il est aussi le créateur de sa propre ligne de chaussures.